# Pseudocalopadia
Pseudocalopadia är ett släkte av lavar. Pseudocalopadia ingår i familjen Ectolechiaceae, ordningen Lecanorales, klassen Lecanoromycetes, divisionen sporsäcksvampar och riket svampar.
|                 | Lopadium                               |
|                 |                                        |
|                 | Sporopodium                            |
|                 |                                        |
|                 | Loflammiopsis                          |
|                 |                                        |
|                 | Calopadiopsis                          |
|                 |                                        |
|                 | Tapellariopsis                         |
|                 |                                        |
| Pseudocalopadia | \| \| Pseudocalopadia mira \| \| \| \| |
|                 | \| \| Pseudocalopadia mira \| \| \| \| |
|                 | Loflammia                              |
|                 |                                        |
|                 | Sporopodiopsis                         |
|                 |                                        |
|                 | Tapellaria                             |
|                 |                                        |
|                 | Lasioloma                              |
|                 |                                        |
|                 | Pyrenotrichum                          |
|                 |                                        |
|                 | Calopadia                              |
|                 |                                        |
|                 | Logilvia                               |
|                 |                                        |
|                 | Barubria                               |
|                 |                                        |
|                 | Badimia                                |
|                 |                                        |
|                 | Pseudocalopadia mira                   |
|                 |                                        |

|  | Pseudocalopadia mira |
|  |                      |